# マントン・エディ
マントン・スプレーグ・エディ（Manton Sprague Eddy, 1892年5月16日 - 1962年4月10日）は、アメリカ合衆国の軍人。アメリカ陸軍の一員として第一次世界大戦および第二次世界大戦に従軍した。最終階級は中将。

## 若年期
1892年、イリノイ州シカゴに生を受ける。1913年、ミネソタ州フェアリボーにてシャタック軍学校を卒業。1916年、アメリカ陸軍に入隊。エディは歩兵科に配属され、第一次世界大戦中のフランス戦線では小銃および機関銃部隊に勤務した。大戦を通じて彼は少佐に昇進し、戦後も1919年までは占領任務の為にドイツに残った。帰国後の1920年には終戦に伴う将校の階級調整により大尉となり、翌年にはマミー・ピーボディ・バトルフ(Mamie Peabody Buttolph)と結婚している。戦間期には歩兵委員会(Infantry Board)に所属し、陸軍指揮幕僚大学の戦術教官を務めた。

## 第二次世界大戦
1941年、第114歩兵連隊長に就任。1942年3月には准将となり、同年7月には少将に昇進すると共に第9歩兵師団長に就任し、チュニジア、シチリア、ノルマンディなどを転戦した。1944年8月、第12軍団長に就任。バルジの戦いでは、突出部南側への攻撃を指揮した。1945年4月、病気の為に米本土へ送還される。彼はシェルブール占領の功績から殊勲十字章を受章している。

## 第二次世界大戦後
戦後、エディはフォート・レブンワースに勤務し、1948年1月から1950年7月までは陸軍指揮幕僚大学司令官を務めた。また、将校の教育に関する評価委員会にて委員長を務めた。その後は在独米軍の第7軍司令官として占領軍から抑止力たる駐留軍への転換を指導し、1953年に中将の階級で退役した。
1962年4月10日に死去し、アーリントン国立墓地に埋葬された。

## 受章等
- 殊勲十字章[1]
- 陸軍殊勲章（英語版） - 2度受章[2]
- 銀星章
- レジオン・オブ・メリット - 2度受章
- 銅星章 - 2度受章
- エア・メダル
- 名誉戦傷章

### 海外勲章
- バス勲章名誉コンパニオン級（Honorary Companion） - イギリス
- レジオンドヌール勲章 - フランス
- 第二次世界大戦戦功十字章（英語版） - フランス
- 祖国戦争勲章 - ソビエト連邦
- 勇敢メダル（英語版） - ソビエト連邦
- レオポルド勲章（英語版）指揮官級(Commandeur) - ベルギー